# 155270 Dianawheeler
155270 Dianawheeler este o planetă minoră (asteroid) din centura de asteroizi. A fost descoperită pe 25 noiembrie 2005 la Catalina Station⁠(d) de Catalina Sky Survey. 
Obiectul prezintă o orbită caracterizată de o semiaxă mare de 2,967205294843 UAi, o excentricitate de 0,1, o înclinație de 15,1 ° în raport cu ecliptica.